# دوون لارات
دوون لارات ([Devon No Limits Larratt] Error: {{Lang-xx}}: متن دارای نشانه‌گذاری ایتالیک است (راهنما)؛ زاده ۲۴ آوریل ۱۹۷۵ در ویکتوریا، بریتیش کلمبیا) یک مچ‌انداز حرفه‌ای کانادایی است.

## زندگی و شغل
متولد شهر ویکتوریا، بریتیش کلمبیا، کانادا. '''لارات''' از اوایل دوران نوجوانی به مچ اندازی علاقمند شد. بعد از ملحق شدن به نیروهای ویژه کانادا به تمرینات و مسابقات ادامه داد و بخش بزرگی از اعتبار و تجربیات خود را در پادگان‌های نظامی مختلف کسب کرد  . در سال ۲۰۱۳ لارات تحت عمل جراحی بازو و ارنج دست قرار گرفت که وی را مجبور ساخت تا فقط در «دست چپ» مسابقات را انجام دهد. وی در سال ۲۰۱۶ نیز تحت عمل مشابهی بر روی ارنج دست چپ قرار گرفت، اما به سرعت بهبود یافت و در همان سال توانست با همان دست در لیگ جهانی مچ اندازی WAL مخفف World Armwrestling League برنده شود.
در سال ۲۰۰۸ قهرمان افسانه‌ای مچ اندازی John Brzenk لارات را ناکام گذاشت. وی همچنین اولین کسی است که همزمان قهرمانی هر دو دست را کسب کرده است. در سال ۲۰۱۵ لارات در رده سنگین وزن (بین ۸۹ و ۱۰۲ کیلوگرم) «دست چپ» در wal عنوان قهرمانی را کسب کرد، او همچنین در «راست دست» مقام سومی را گرفت. در ۲۰۱۶ لارات موفق شد از عنوان قهرمانی «دست چپ» مسابقات wal خود دفاع کند و همچنین در مسابقات «Two Hammers» در رده سنگین وزن قهرمانی «دست راست» را بدست اورد. او در ۲۰۱۷ دوباره همان نتایج را بدست اورد و در هر دو دست «دست راست» و «دست چپ» هر دو در دسته‌بندی سنگین وزن قهرمانی خود را در مسابقات wal تکرار کرد.  سال ۲۰۱۸ در مسابقات «دست راست» او فینال را مقابل Michael Todd در دسته فوق سنگین وزن از دست داد. بعدا در همان سال در مسابقه armfight 50 در «دست چپ» با نتیجه ۰-۶ مقابل Denis Cyplenkov شکست خورد. دوون لارات و dave chaffe در وزن ۱۲۱ کیلوگرم به مصاف هم میرود که لارات ۳-۱ برنده میشود. در سال ۲۰۱۹ لارات با قهرمان حرفه‌ای برزیلی Wagner Bortolato در مسابقات wal ۵۰۶ مسابقه داد و بازی با نتیجه متقاعد کننده ۳-۱ پیروز شد ( بیشترین برد ممکن در غالب بندی ۵ دوره ). در طول این رویدادها بیشترین وزن لارات حداکثر در حدود ۱۲۴ کیلوگرم قرار داشت.